# Viksjön, Hudiksvall
Viksjön är en sjö i Hudiksvalls kommun i Hälsingland och ingår i Delångersån-Nianåns kustområde. Sjön har en area på 1,06 kvadratkilometer och ligger 24 meter över havet. Sjön avvattnas av vattendraget Iggesundsån.
Viksjön och vattenfallen både uppströms och nerströms har haft stor betydelse för industrins framväxt i Iggesund. Det var intill Viksjöns norra strand, vid Pappersfallet, som Östanå pappersbruk anlades år 1665, och några år senare byggdes järnbruket, som blev starten för Iggesunds Bruk. Sjön fungerar idag som en kraftverksdamm eller vattenmagasin (med utlopp i en tub vid Långviken men också reglerat utsläpp i den gamla forssträckan vid järnbruksmuseet). Ån löper ut i havet strax söder om nya fabriken, vid Iggesunds södra småbåtshamn.

## Delavrinningsområde
Viksjön ingår i delavrinningsområde (683671-156600) som SMHI kallar för Utloppet av Viksjön. Medelhöjden är 35 meter över havet och ytan är 4,03 kvadratkilometer. Räknas de 4 avrinningsområdena uppströms in blir den ackumulerade arean 11,4 kvadratkilometer. Avrinningsområdets utflöde Iggesundsån mynnar i havet. Avrinningsområdet består mestadels av skog (55 procent). Avrinningsområdet har 1,04 kvadratkilometer vattenytor vilket ger det en sjöprocent på 25,9 procent. Bebyggelsen i området täcker en yta av 0,56 kvadratkilometer eller 14 procent av avrinningsområdet.
Man bör dock förstå att uppgifterna om avrinningsområdets storlek här råkar bli ganska missvisande, ungefär som om Tärendöälven i Norrbotten inte skulle anges ha något avrinningsområde alls när den drar med sig större delen av Torneälvens vatten mot Kalixälven. Det mesta av Delångersåns (Svågans) vatten går nämligen via Viksjön, så det vore ur ren flödessynpunkt rimligare att tala om en ackumulerad avrinningsarea på ca 1800 km2 än som här en på endast ca 11 km2.